# 華潤大廈

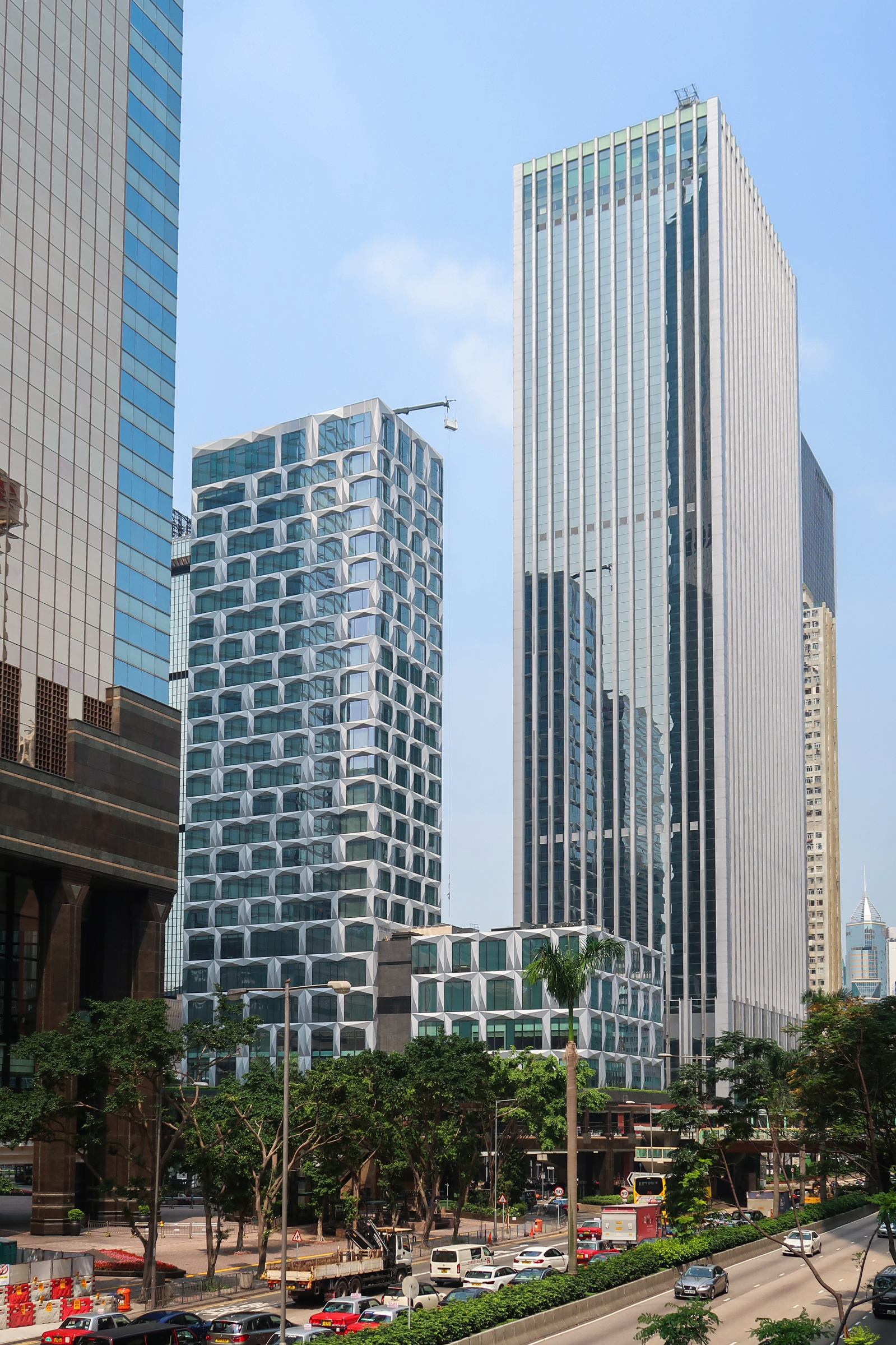
華潤大廈及香港瑞吉酒店（2019年4月）

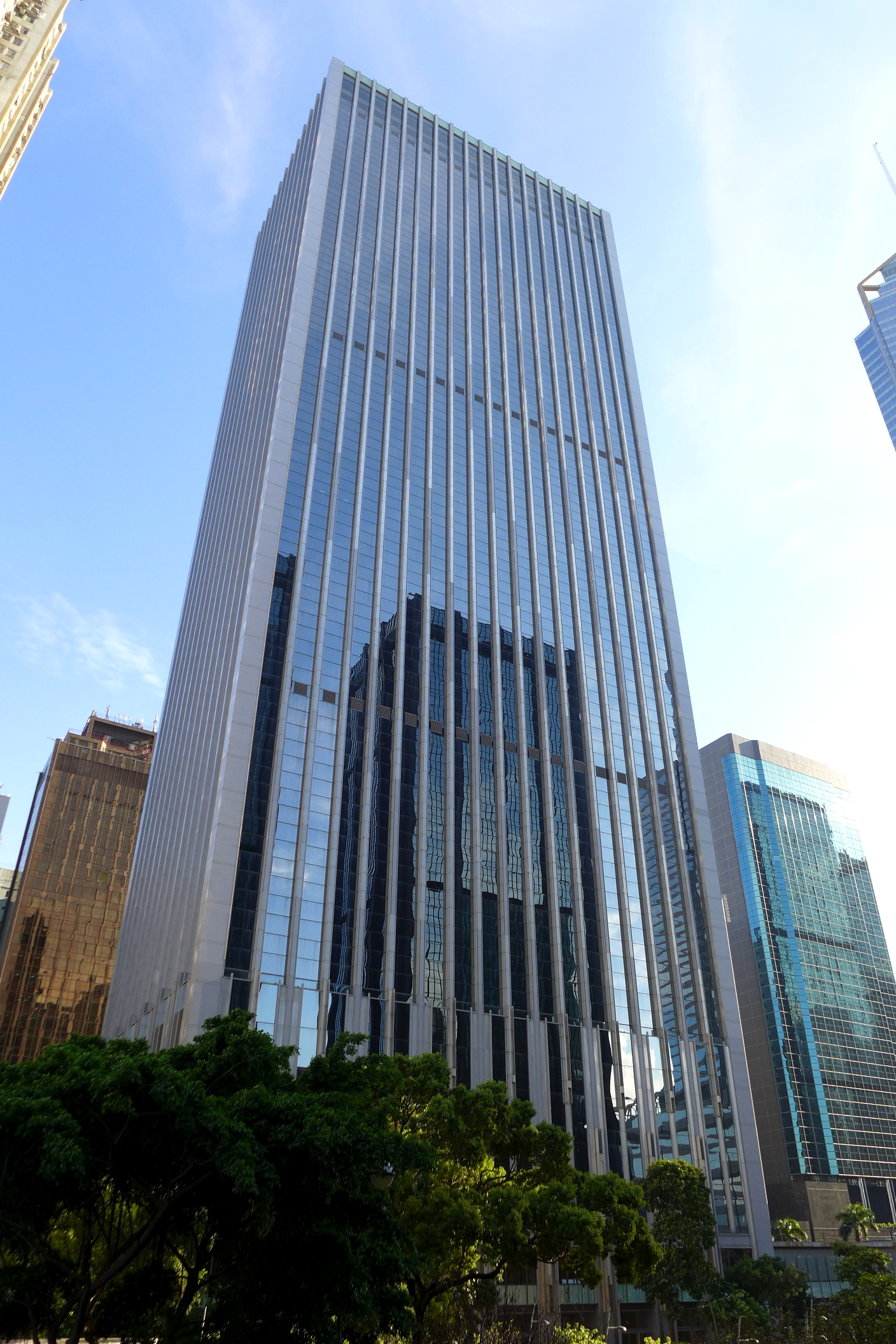
翻新後的華潤大廈（2014年8月）

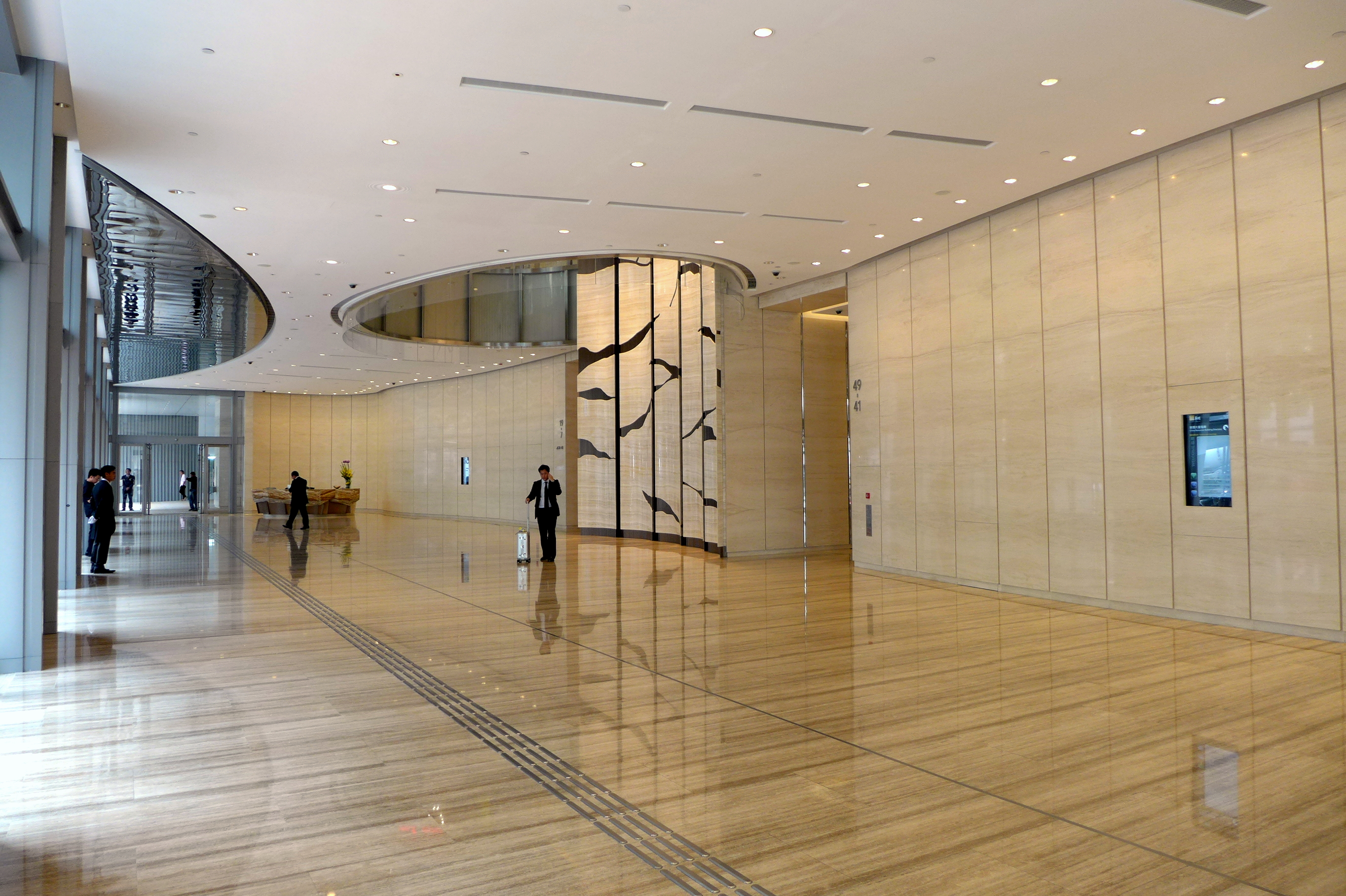
大廈大堂

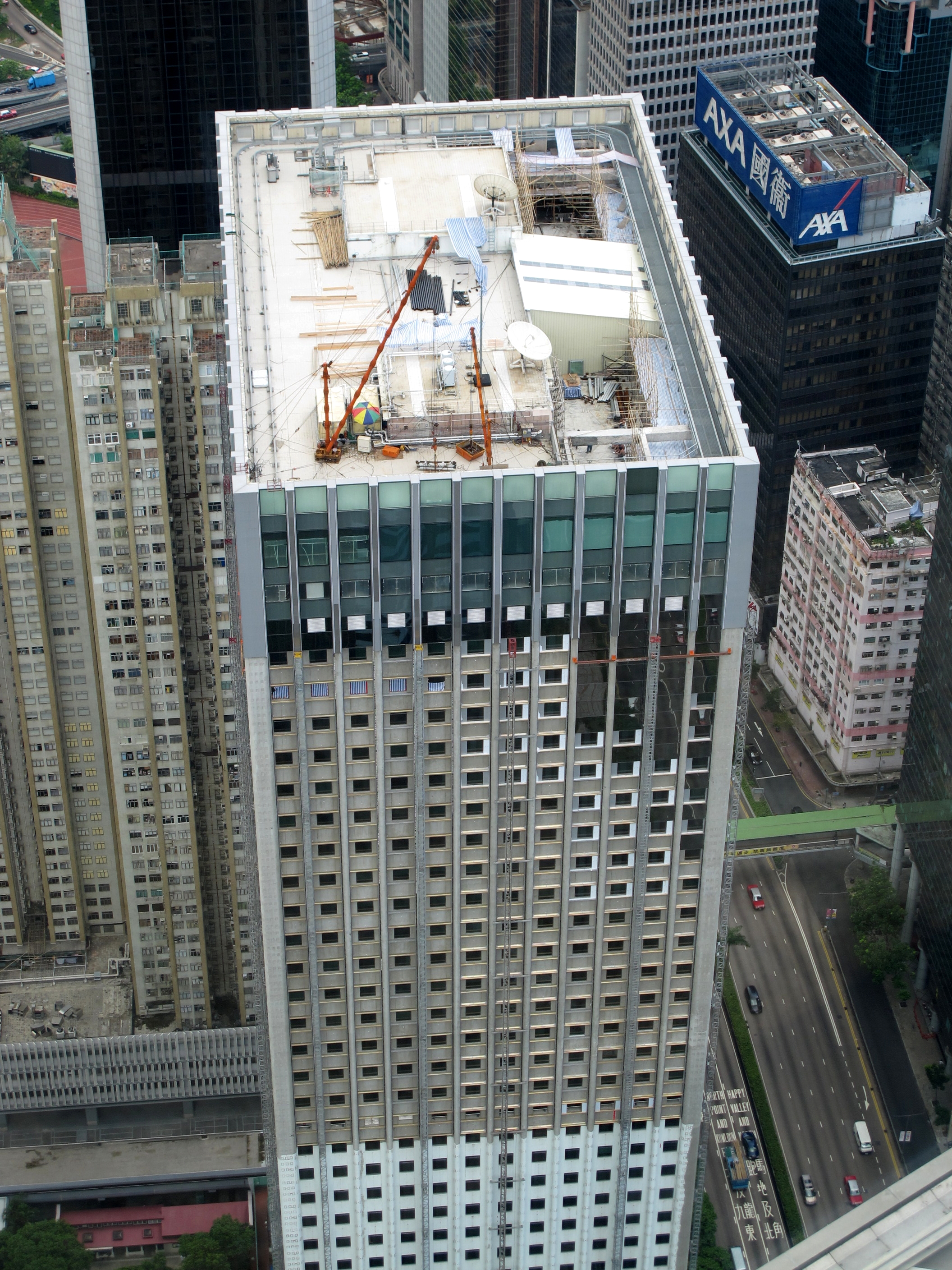
翻新中的華潤大廈（2010年7月）

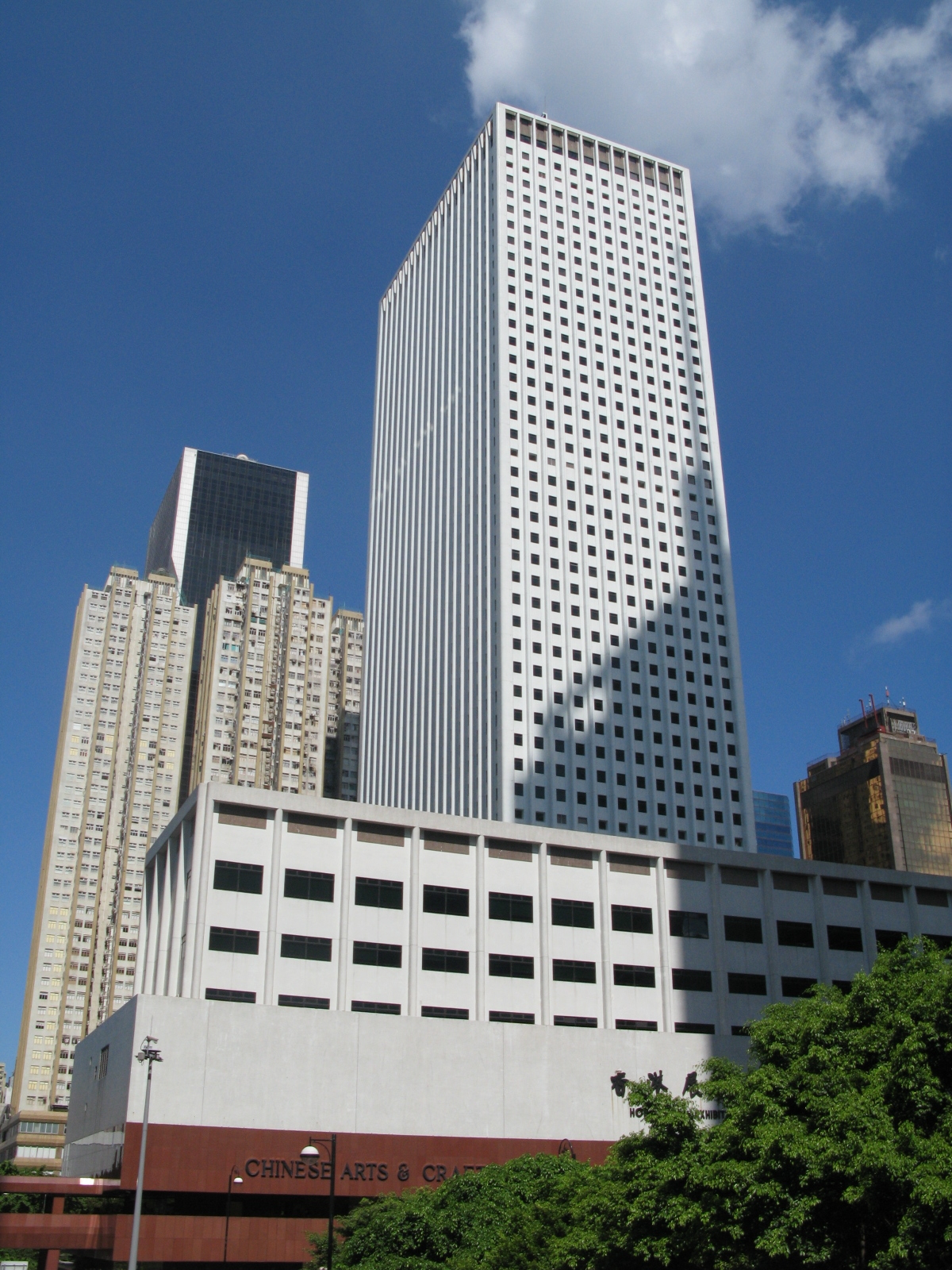
翻新前的華潤大廈

華潤大廈（英語：China Resources Building），為香港的一座甲級寫字樓，位處香港灣仔港灣道26號，由合和建築承建，於1983年落成。華潤大廈由兩座分別為50層178米高的主樓及及25層高的副樓組成，另設3層地庫停車場，其中地下至2樓為商場，主樓3至5樓為中国外交部驻港公署领事部，副樓3樓以上為香港瑞吉酒店，主樓其餘為寫字樓部分。
華潤大廈除與深圳中國華潤大廈及華潤金融大廈共同構成華潤集團總部外，華潤附屬公司的辦事處亦設在此，包括華潤置地（46樓）、華潤水泥（44樓）、華潤醫療集團（41樓4101-03室）、華潤創業有限公司（39樓）、華潤金融（37樓）、華潤電力（20樓2001－2002室，同時設總部於中國華潤大廈）、華潤物業有限公司（12樓）及華潤五豐（8樓，已遷），其他租戶還包括西藏水資源（34樓3401室，已遷往金鐘統一中心）、中策集團（32樓3206 - 3210室）、京華山一（11樓）及獨立監察警方處理投訴委員會（IPCC）（10樓1006至1010室及13樓1301室）等。

## 背景
華潤集團（時稱「華潤公司」）自1952年10月成為部屬國企後，總部遷入中環中國銀行大廈，至改革开放後各省市間的貿易與日俱增，原有總部已不敷應用，遂於1979年購入新落成的灣仔灣景中心大廈A座基座樓面作為新總部的所在地，惟仍未能滿足發展需求，只好要求香港殖民地政府批地自資發展辦公大樓，以整合系內新增的部門。
1979年香港工務司署批出一幅位於灣仔新填海區的商業地皮，並以優惠價格批給華潤，名為「華潤大廈」，時值香港前途問題，中國國務院及港英政府希望工程能如期交付，華潤便成立建築經營部負責採購建築材料，重金禮聘長江實業主席李嘉誠擔任項目顧問，更委託合和中心的承建商合和建築承包建築工程。1979年12月28日大樓正式動工，1982年封頂，1983年7月初由工務局批出滿意紙。大廈的完工也間接推動灣仔北的發展，除了讓成立35年的華潤企業形象更為鞏固外（華潤公司於大廈入伙後同時改組為華潤（集團）有限公司），規模更宏大的香港會議展覽中心亦於1988年起矗立於維港沿岸，數年間該區已從一片人跡罕至的荒蕪之地，逐漸發展為一個新興的商業區。

## 翻新工程
早年大廈立面為白色高級反光玻璃馬賽克配以淺綠色玻璃窗，基座及行人通道牆身舖設磚紅色花崗岩瓷磚。2009年6月，華潤集團聘用呂元祥建築師事務所及奧雅納工程顧問為大廈進行翻新工程。工程包括將原有馬賽克外牆改為玻璃幕牆，並採用雙層低輻射薄膜組件裝嵌，有助隔熱和減低室溫；室內會更換高效能風機、二氧化碳需求通風系統，令室內的鮮風，可按人流數量自動調節，而照明系統也採同樣節能設施。另外，大廈天台會用低反射物料重舖和綠化屋頂，務求加強隔熱效果。工程還包括在停車場增設57個單車泊位，以及為踏單車上班的人士，提供沖身場地，據稱此做法屬香港商廈首創。華潤大廈停車場現時有600個泊車位，翻新後會維持原來數量，並視乎政府推廣電動車進度，從而增加電動車泊位及充電裝置。翻新成本約5億至6億元，工程於2011年完成，而內籠的翻新工程亦於2013年完工。

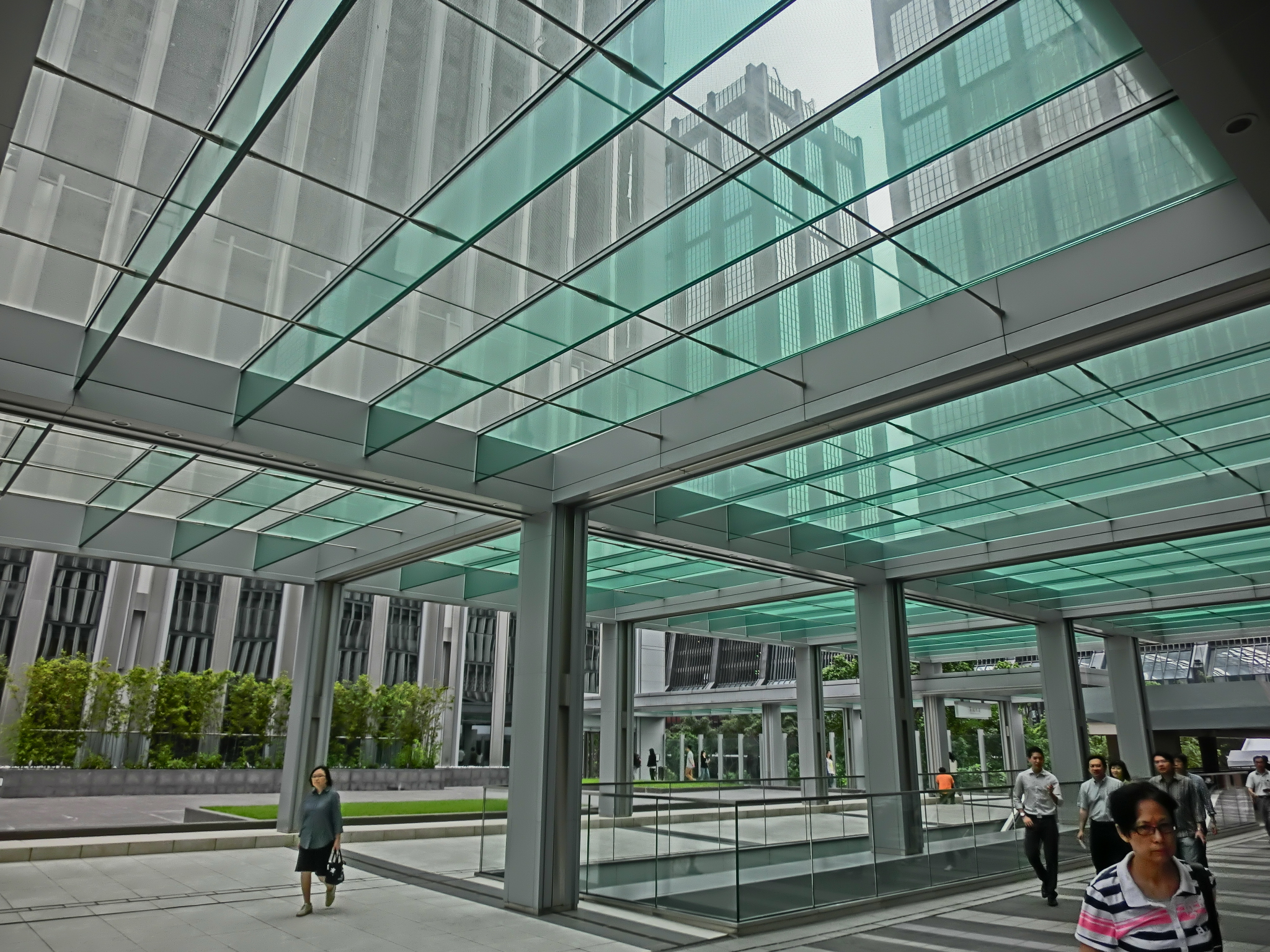
翻新後平台新建的有蓋行人通道
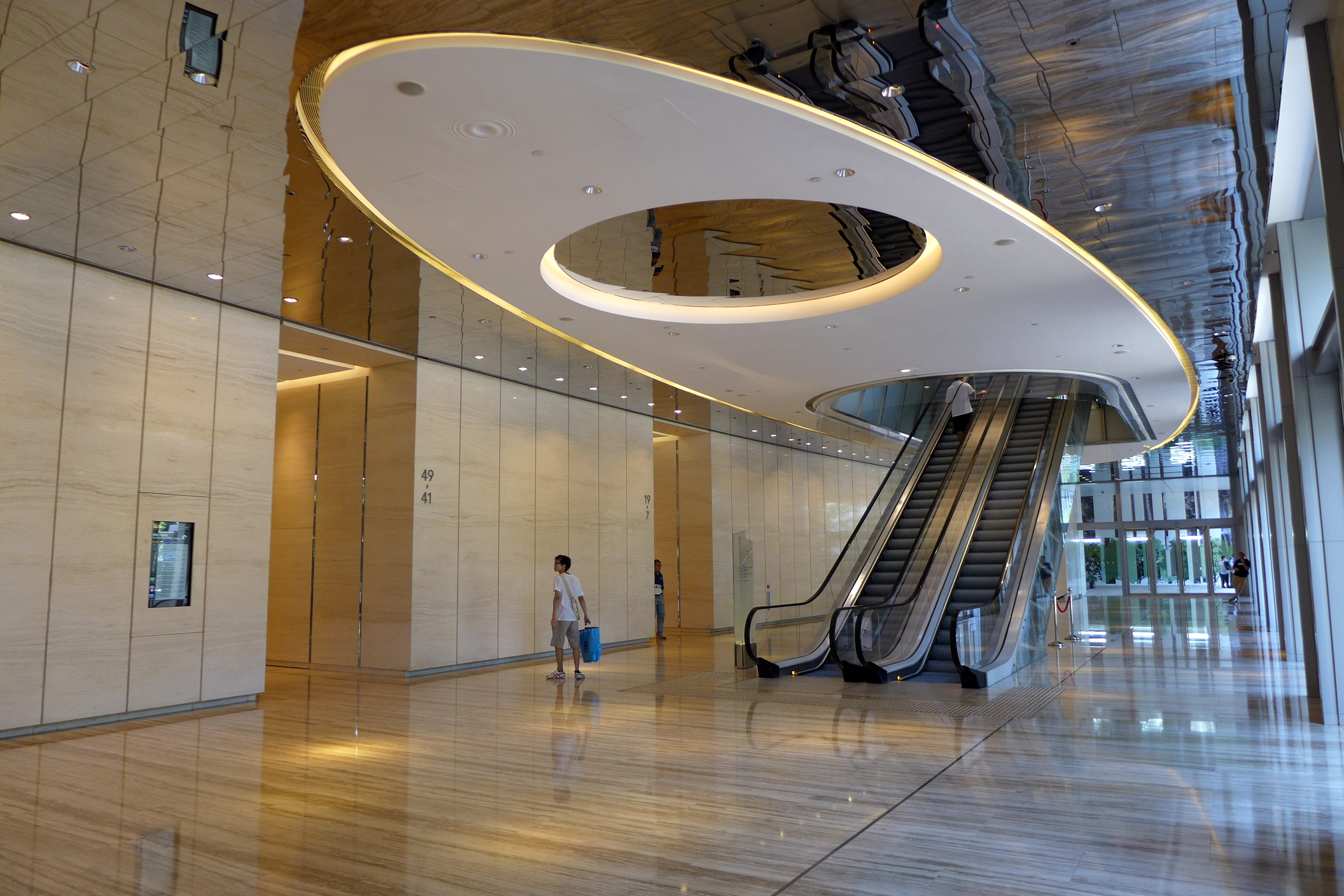
地下升降機大堂
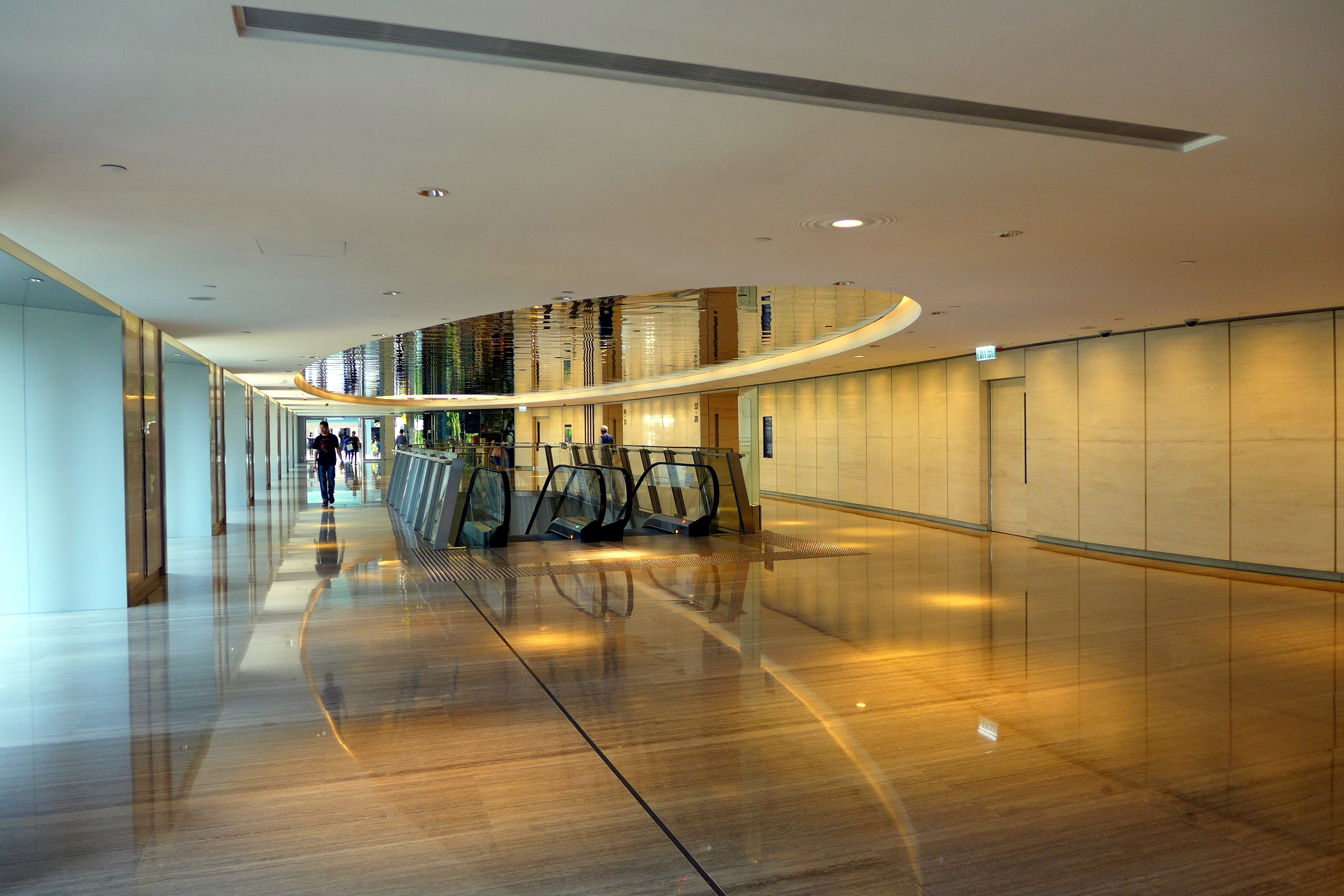
1樓升降機大堂

## 酒店項目
華潤大廈低座的香港展覽中心上蓋原址將興建1幢25層高的香港瑞吉酒店，2019年4月開幕後提供129間房間，新增總樓面面積10.75萬方呎，補地價1.2億元。

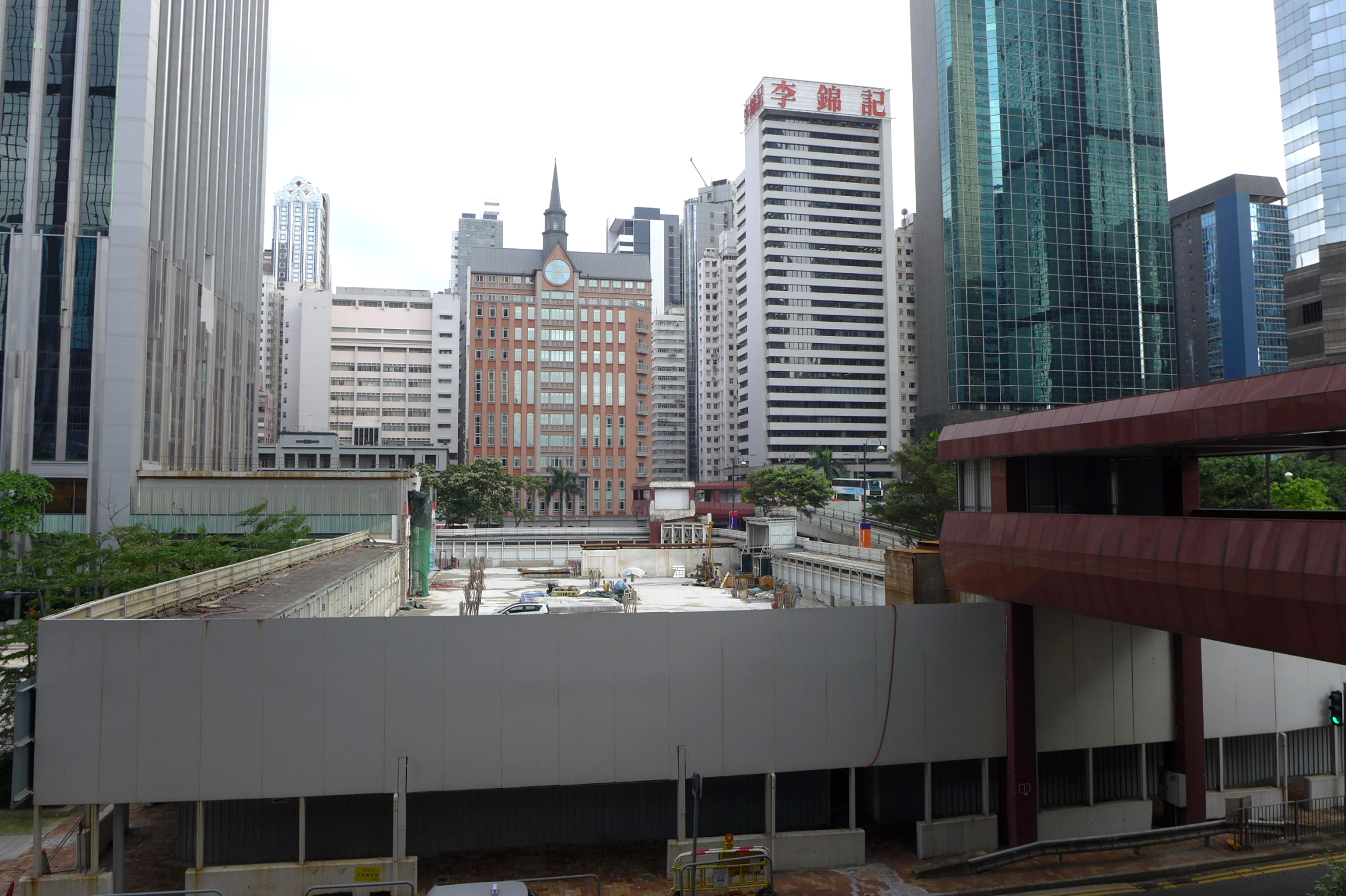
已拆卸的華潤大廈低座（2014年5月）
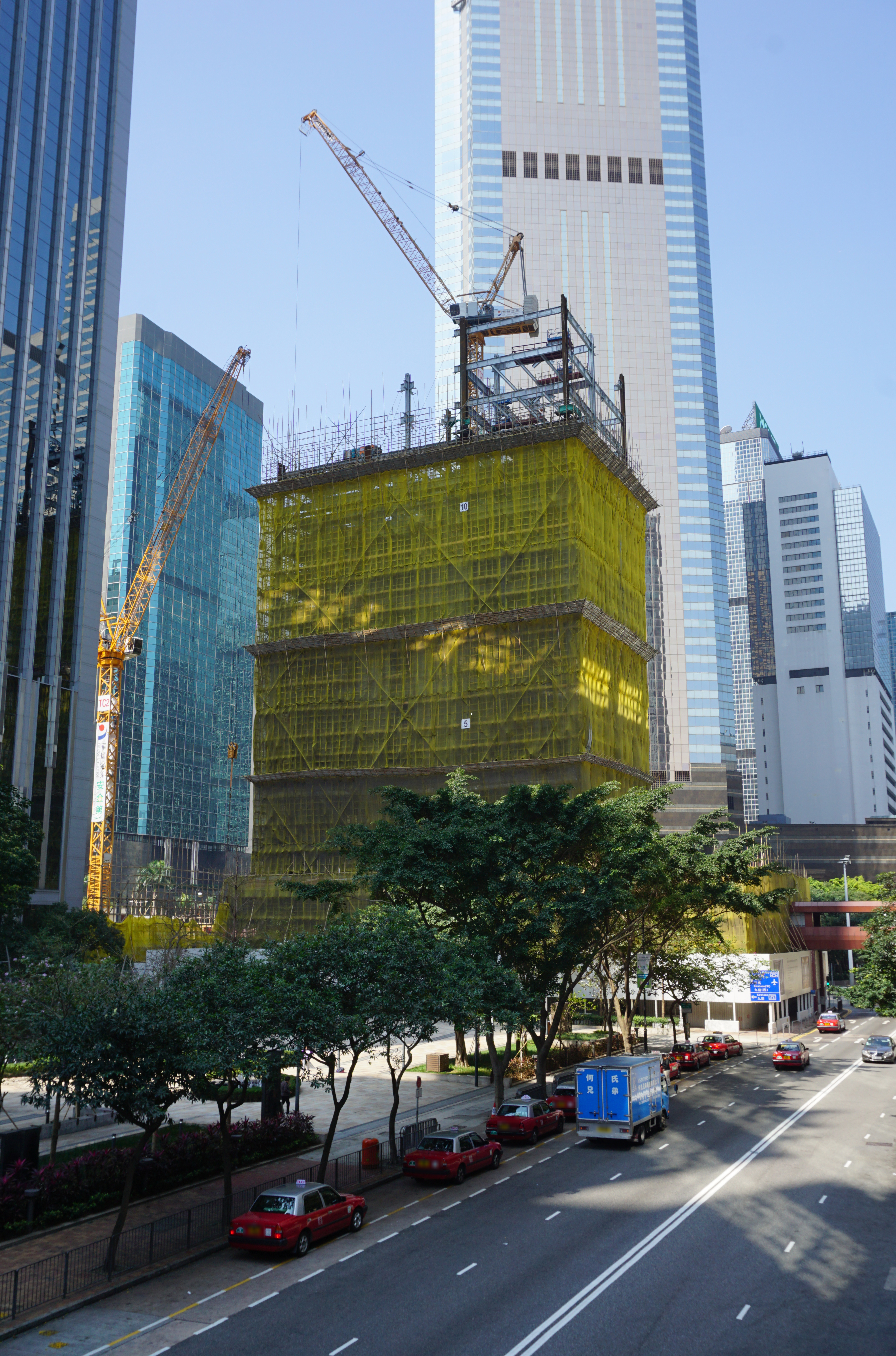
興建中的香港瑞吉酒店（2017年4月）
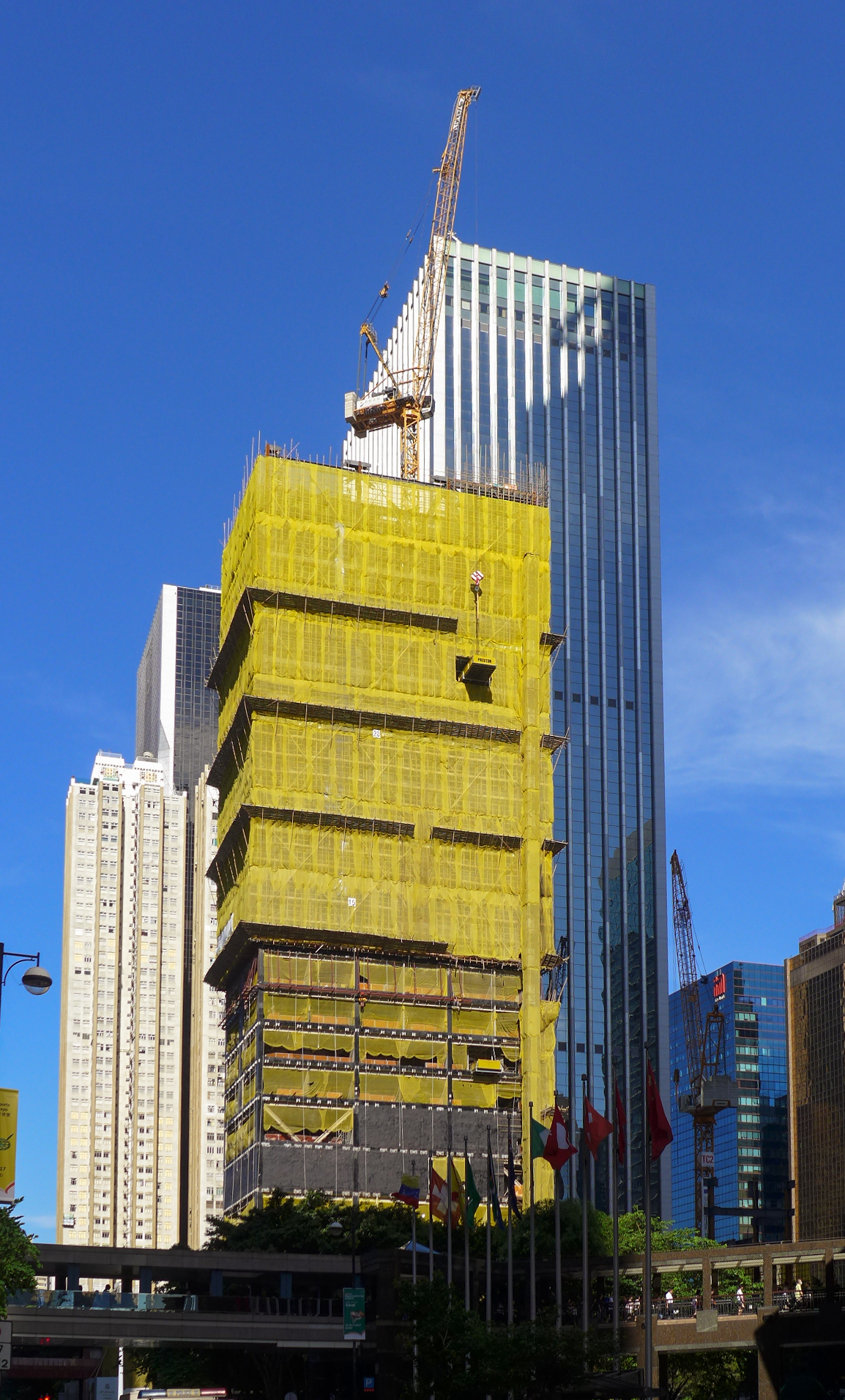
興建中的香港瑞吉酒店（2017年7月）
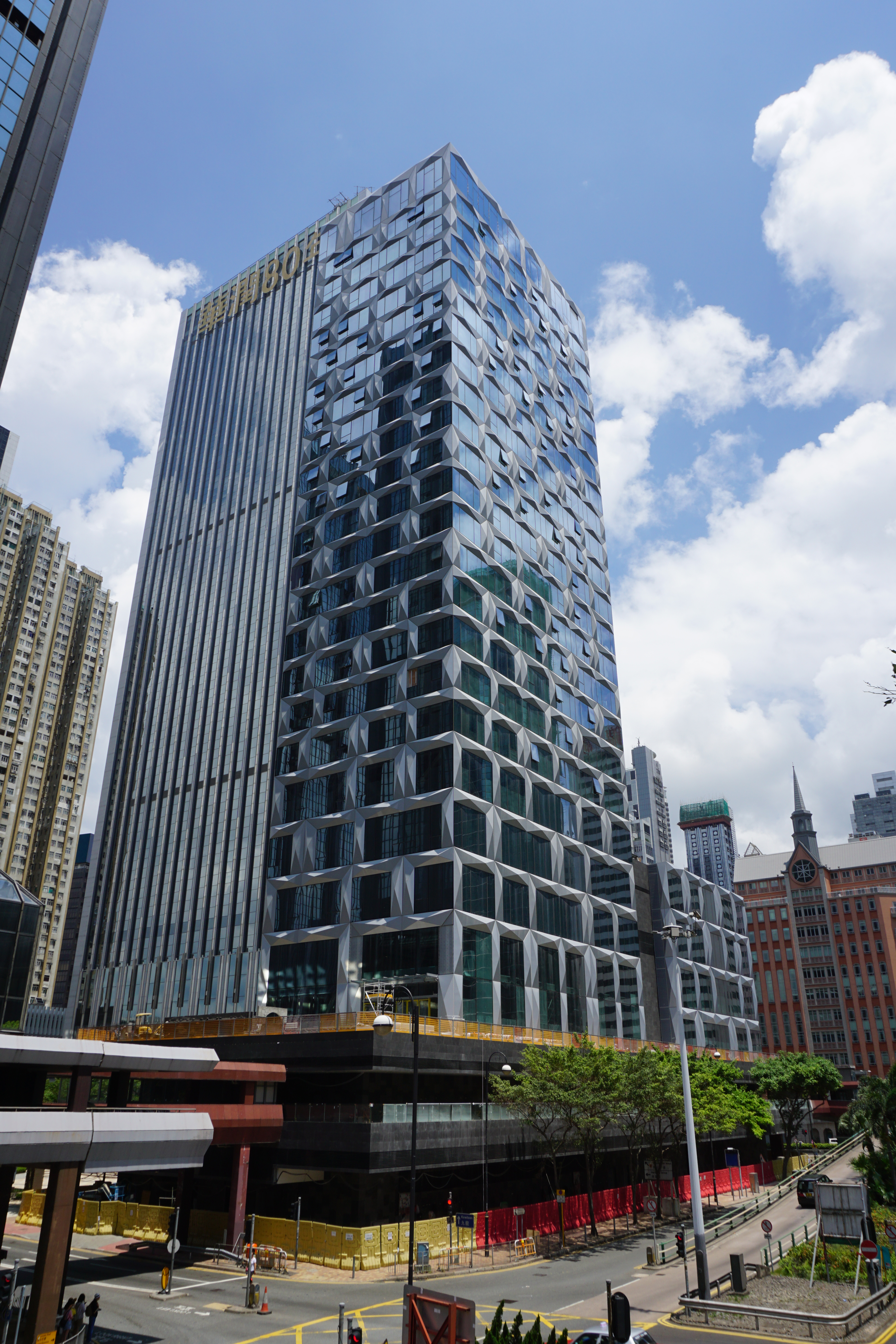
香港瑞吉酒店

## 大堂九龍噴泉
華潤大廈的大堂設有一塊九龍壁和九龍噴泉，該噴泉分成上層及下層，上層是九個龍頭的雕塑噴嘴，而下層則是普通的噴水裝置。於1995年至1999年間，是該噴泉最漂亮的時期，由每天的8:30am至10:00pm，噴泉都會不斷的跳舞，而最可惜的是當時噴泉表演中並沒有加入音樂。到了2001年開始，因噴泉長期使用而開始衰落，變成每隔一分鐘才變花式。到了2009年，噴泉更差不多變成了普通噴泉，每天只會不定時的變花式，有時3分鐘一次，有時5分鐘一次，甚至試過半小時才變花式。最終，該噴泉於2010年的翻新工程中（上面的翻新工程）被拆卸。

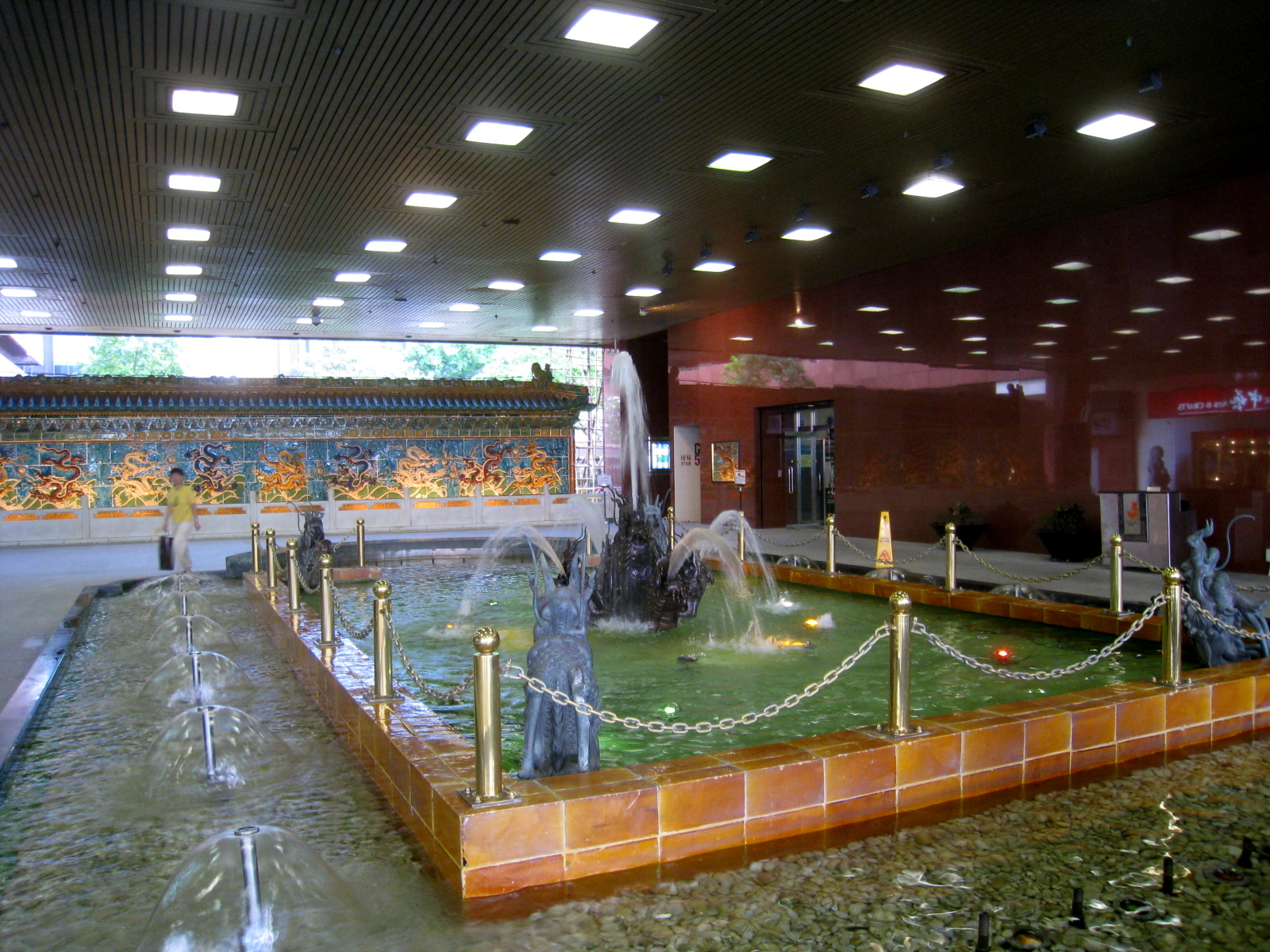
地下大堂翻新前設有一塊九龍壁和九龍噴泉
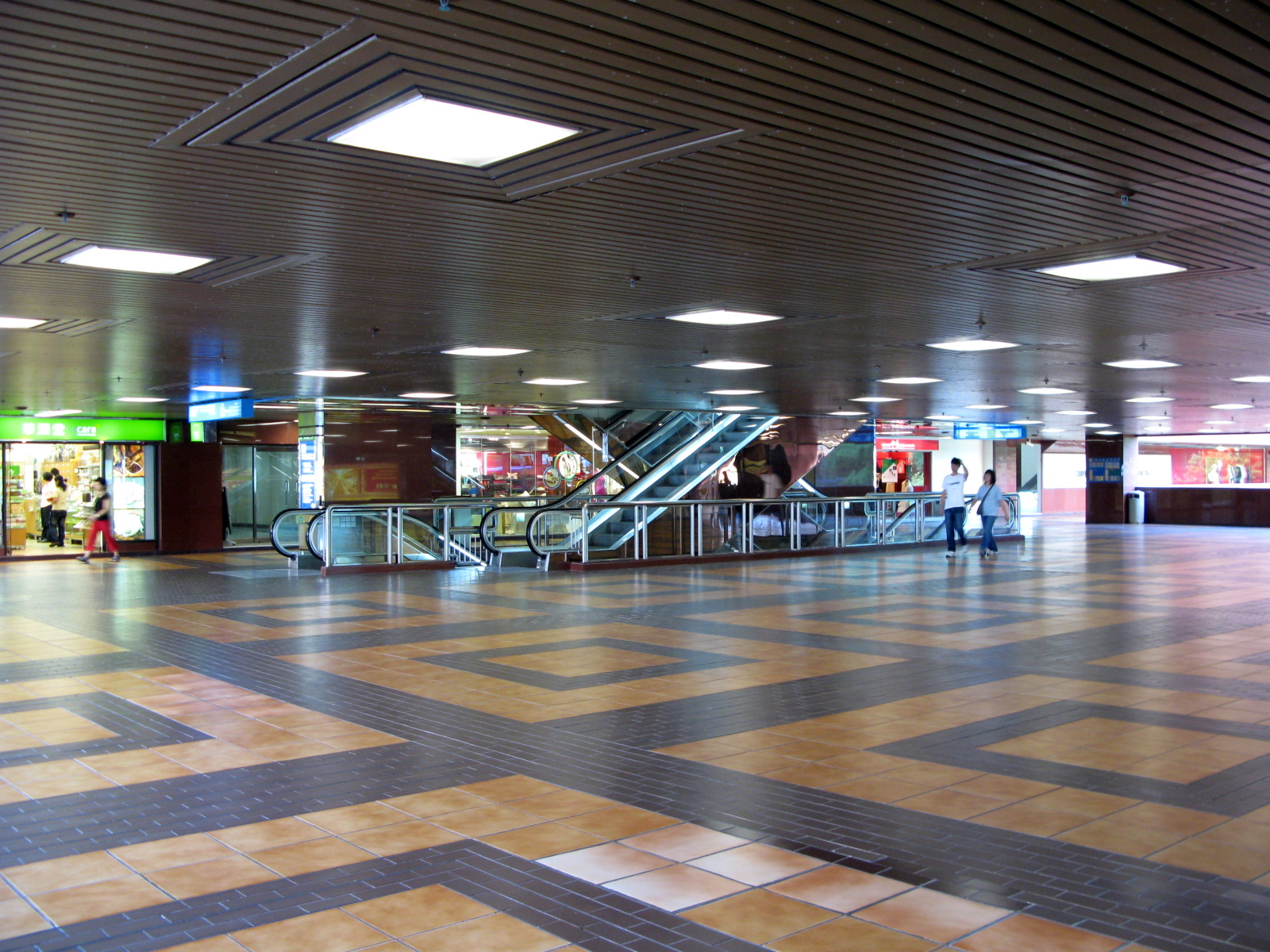
1樓通道（2009年）
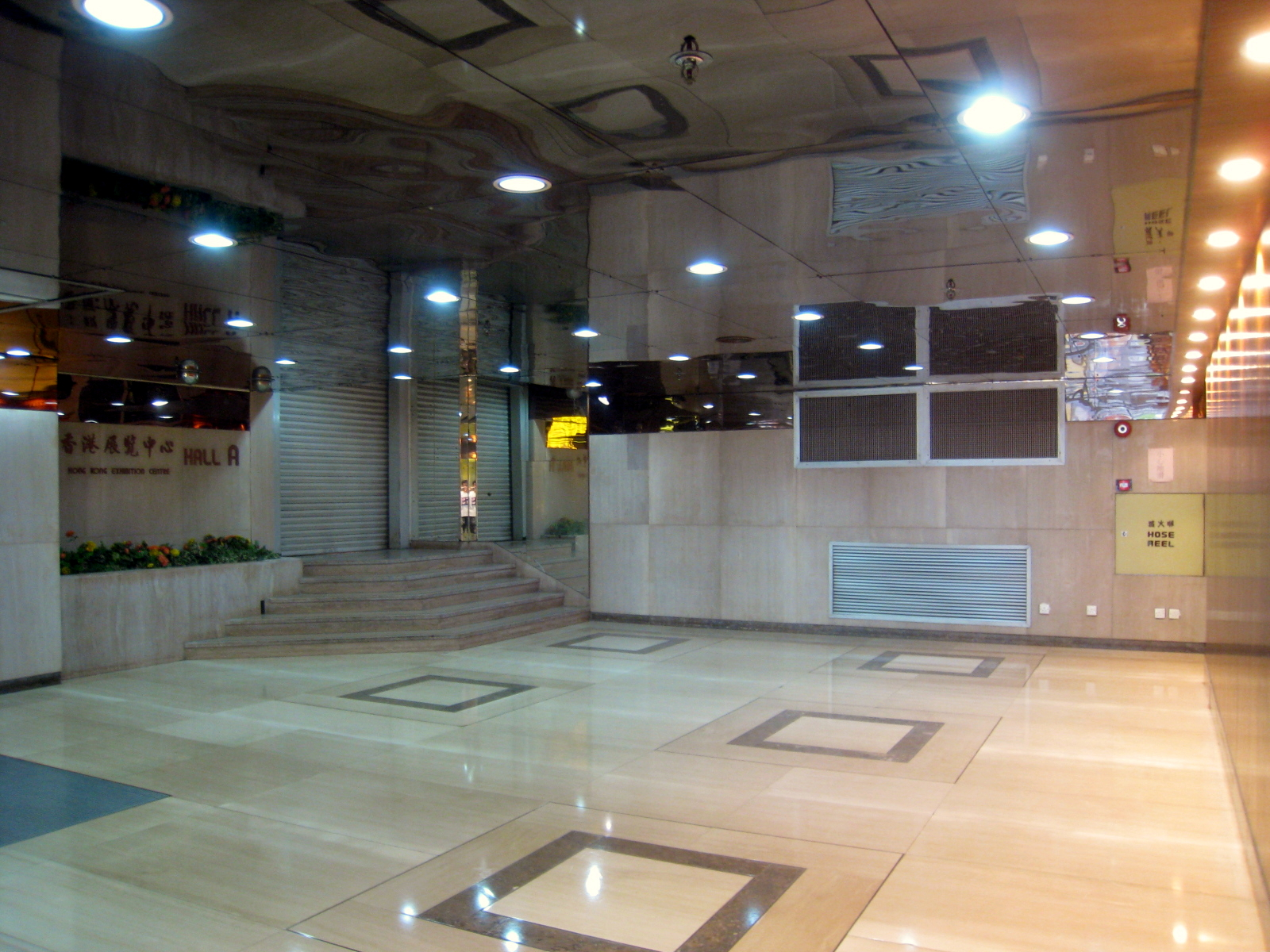
香港展覽中心地下入口大堂（2009年）
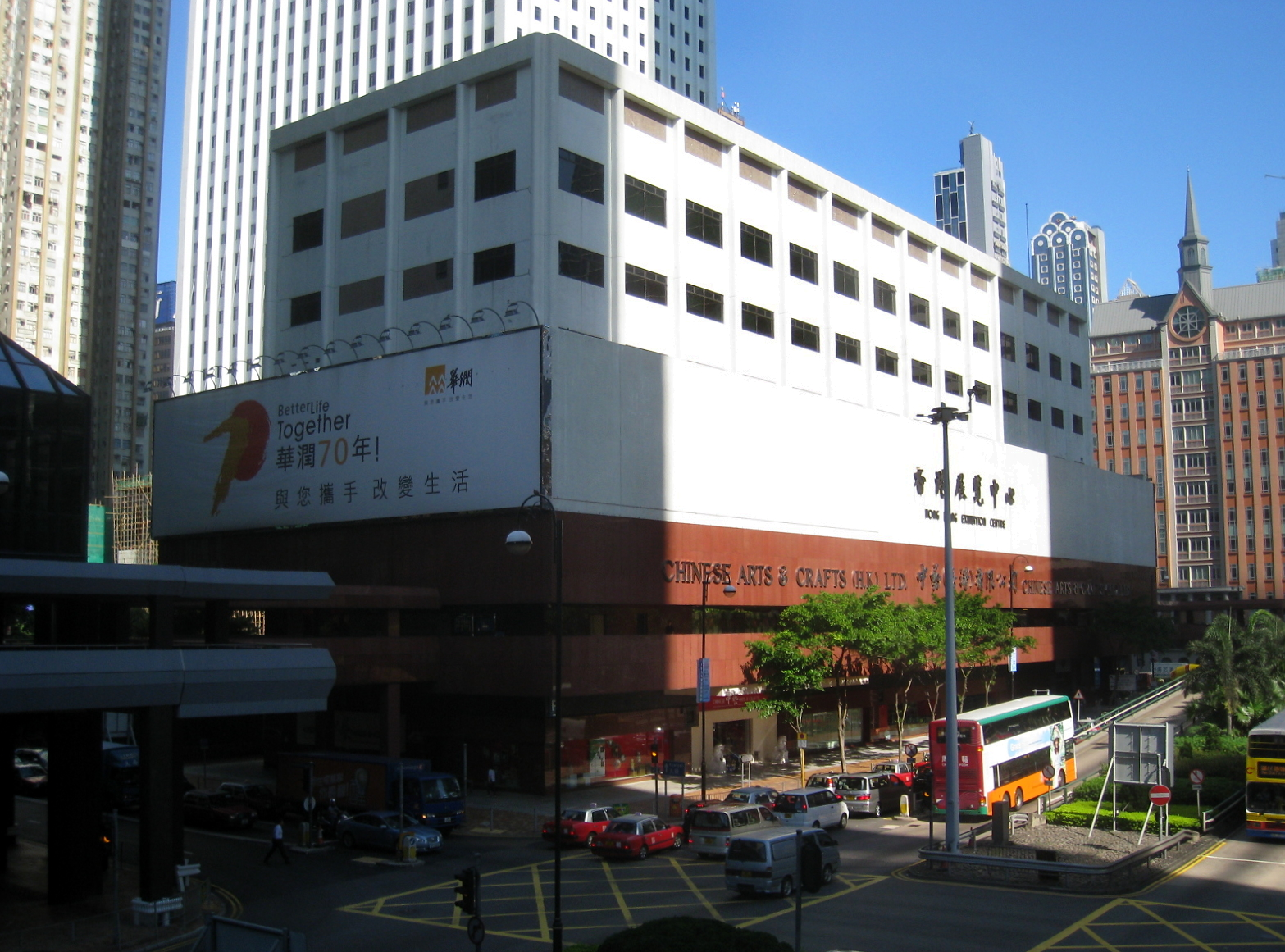
香港展覽中心拆卸前外貌
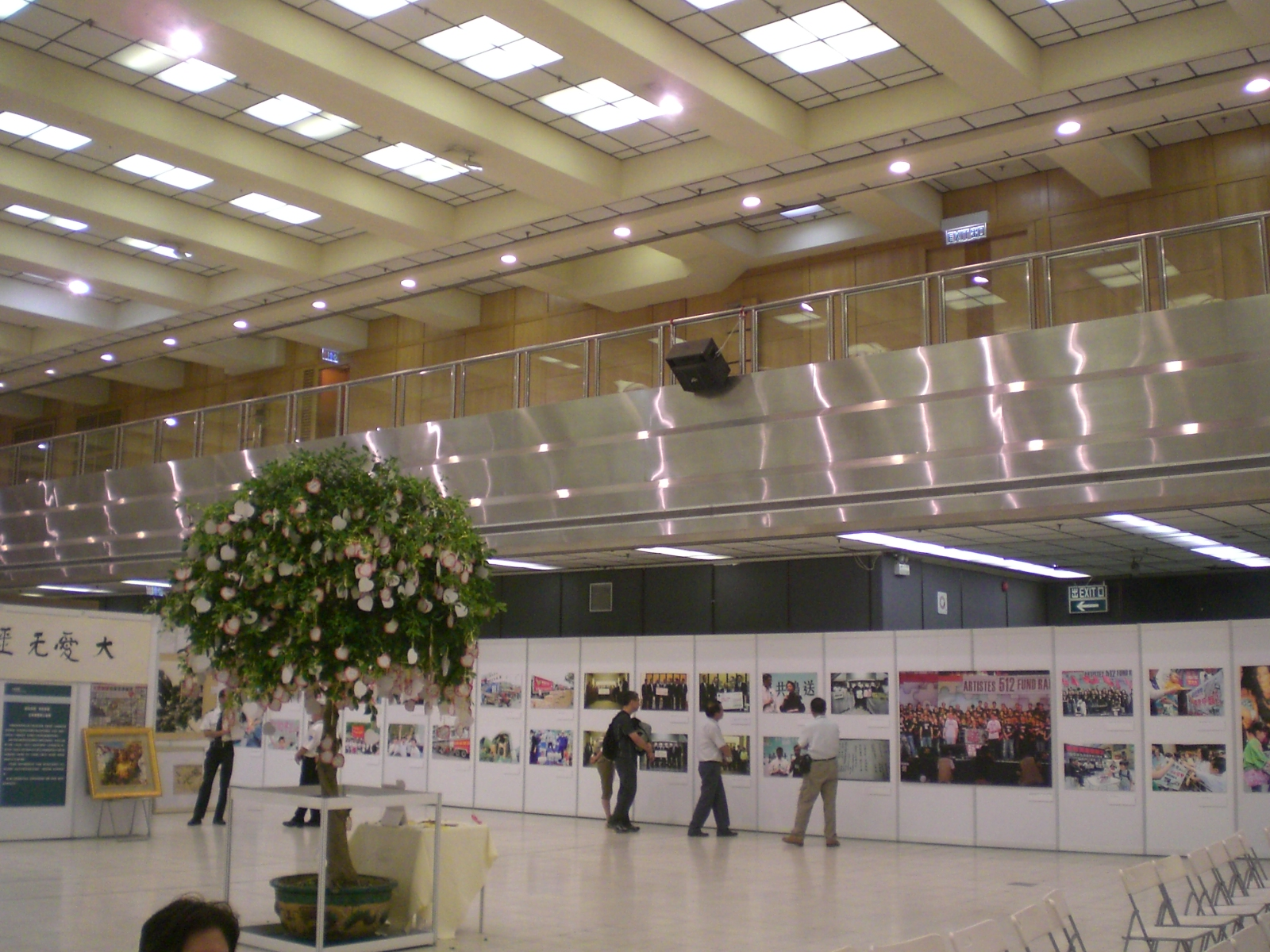
展館大堂內景